# Oldham Phoenix
Gli Oldham Phoenix sono stati una squadra di football americano di Oldham, in Gran Bretagna. Fondati nel 1985, hanno chiuso nel 1988.

## Dettaglio stagioni

### Tornei nazionali

#### Campionato

##### BGFL Premiership
| Stagione | regular season | regular season | regular season | regular season | regular season | regular season | playoff | playoff | playoff | playoff | playoff | playoff          | playoff           |
|          | Vin            | Par            | Per            | Tot            | PF             | PS             | Vin     | Per     | Tot     | PF      | PS      | risultato        | avversaria        |
| -------- | -------------- | -------------- | -------------- | -------------- | -------------- | -------------- | ------- | ------- | ------- | ------- | ------- | ---------------- | ----------------- |
| 1987     | 0              | 0              | 6              | 6              | 12             | 232            | -       | -       | -       | -       | -       | -                | -                 |
| 1988     | 9              | 0              | 1              | 10             | 338            | 54             | 0       | 1       | 1       | 0       | 50      | Ottavi di finale | Crewe Railroaders |
| Totale   | 9              | 0              | 7              | 16             | 350            | 286            | 0       | 1       | 1       | 0       | 50      |                  |                   |

Fonti: Enciclopedia del Football - A cura di Roberto Mezzetti

### Riepilogo fasi finali disputate
| Anno           | Luogo | Evento           | Fase del torneo  | Incontro                           | Risultato |
| 14 agosto 1988 |       | BGFL Premiership | Ottavi di finale | Crewe Railroaders - Oldham Phoenix | 50 - 0    |